# La Cage au fol
Cet article possède un paronyme, voir La Cage aux folles (homonymie).
La Cage au fol est le dix-septième épisode de la vingt-septième saison de la série télévisée Les Simpson et le 591e épisode de la série. Il est sorti en première sur le réseau Fox le 3 avril 2016.

## Synopsis
Monsieur Burns manque d'avoir un accident et lorsque Smithers lui déclare expressément son amour, il le rejette. S'ensuit alors une histoire où Homer essaie et réussit à lui trouver un nouveau petit ami en la personne de Julio, mais celui-ci n'est apparemment pas prêt pour une nouvelle relation. Alors que de son côté, Milhouse décide de solliciter Bart afin de jouer avec Lisa dans une représentation de Casablanca, en remplacement d'un nouvel élève.

## Réception
Lors de sa première diffusion l'épisode a attiré  2,32 millions de téléspectateurs.